# داغ ميدلينغ
داغ ميدلينغ (مواليد 18 نوفمبر 1946) هو مبارز بالسيف نرويجي، مثّل بلاده في الألعاب الأولمبية الصيفية 1968.

## روابط خارجية
داغ ميدلينغ على موقع أوليمبيديا (الإنجليزية)